# Ejler Jakobsson
Ejler Jakobsson (ur. 6  grudnia 1911, zm. październik 1984) – urodzony w Finlandii redaktor fantastyki naukowej. 

## Życiorys
Jakobsson przeprowadził się do USA w 1926 i zaczął karierę jako autor w 1930. Zaczął pracę w Astonishing Stories i Super Science Stories wkrótce przed zamknięciem czasopism z powodu braku papieru. Gdy Super Science Stories odrodziło się w 1940, został mianowany redaktorem i pełnił tę funkcję aż do zamknięcia magazynu dwa lata później. Wrócił do zawodu w 1969, przejmując miejsce w Galaxy i If  po Frederiku Pohl. Przy pomocy Judy-Lynn del Rey i Lestera del Rey próbował sprawić, aby czasopisma przybrały bardziej współczesną formę, co udało mu się z mieszanymi rezultatami. W 1974 odszedł z pracy, a jego miejsce zajął Jim Baen.